# Universidade Estadual Agrícola e Técnica da Carolina do Norte

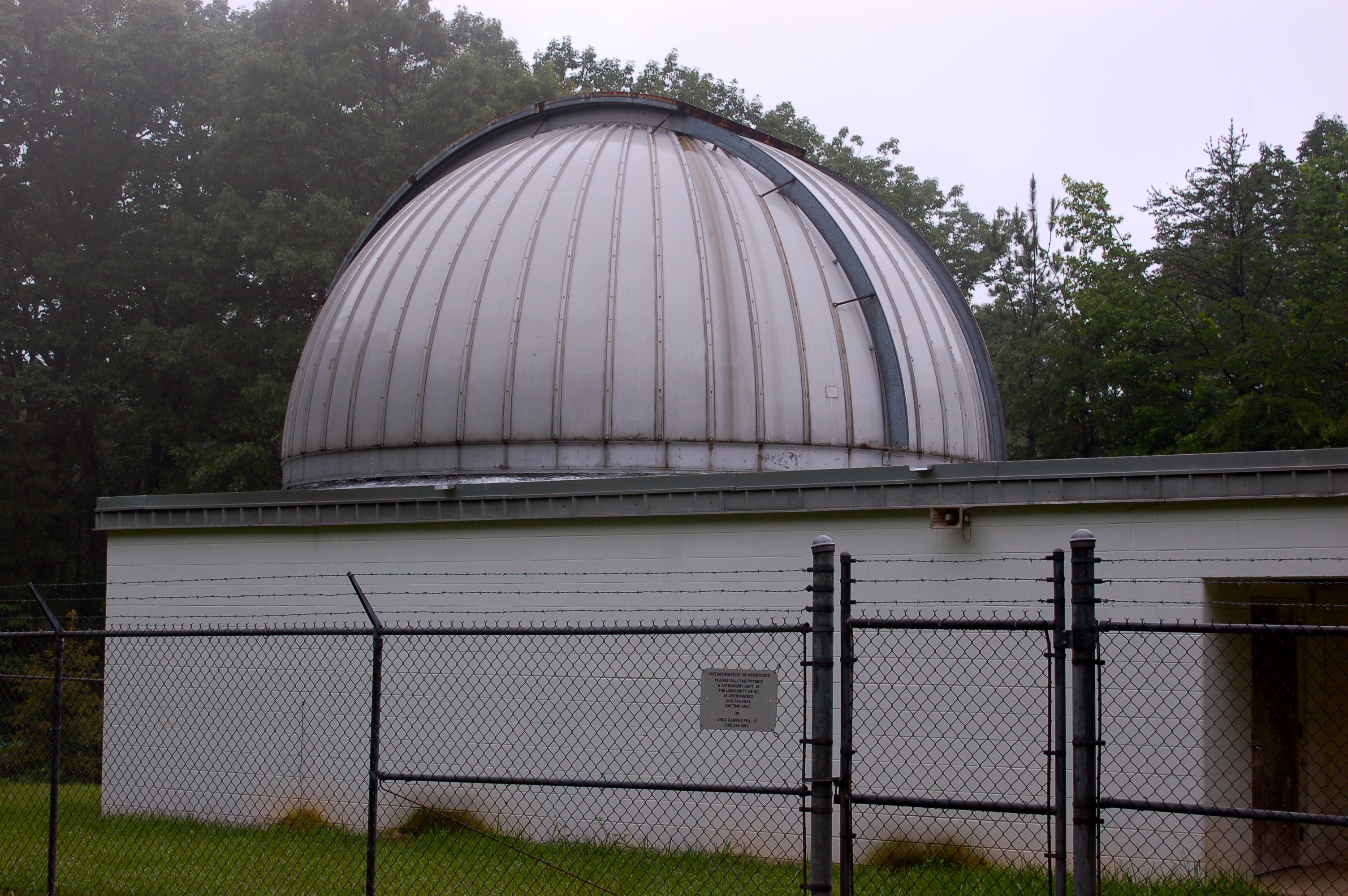
Observatorio

A Universidade Estadual Agrícola e Técnica da Carolina do Norte (North Carolina Agricultural and Technical State University) é uma universidade localizada em Greensboro, Carolina do Norte, Estados Unidos. Ela é uma das universidades públicas mais antiga dos Estados Unidos.